# Ракуя
Раку̀я (на италиански и на сицилиански: Raccuja) е село и община в Южна Италия, провинция Месина, автономен регион и остров Сицилия. Разположено е на 640 m надморска височина. Населението на общината е 1118 души (към 2011 г.).